# Rhodische Vasenmalerei

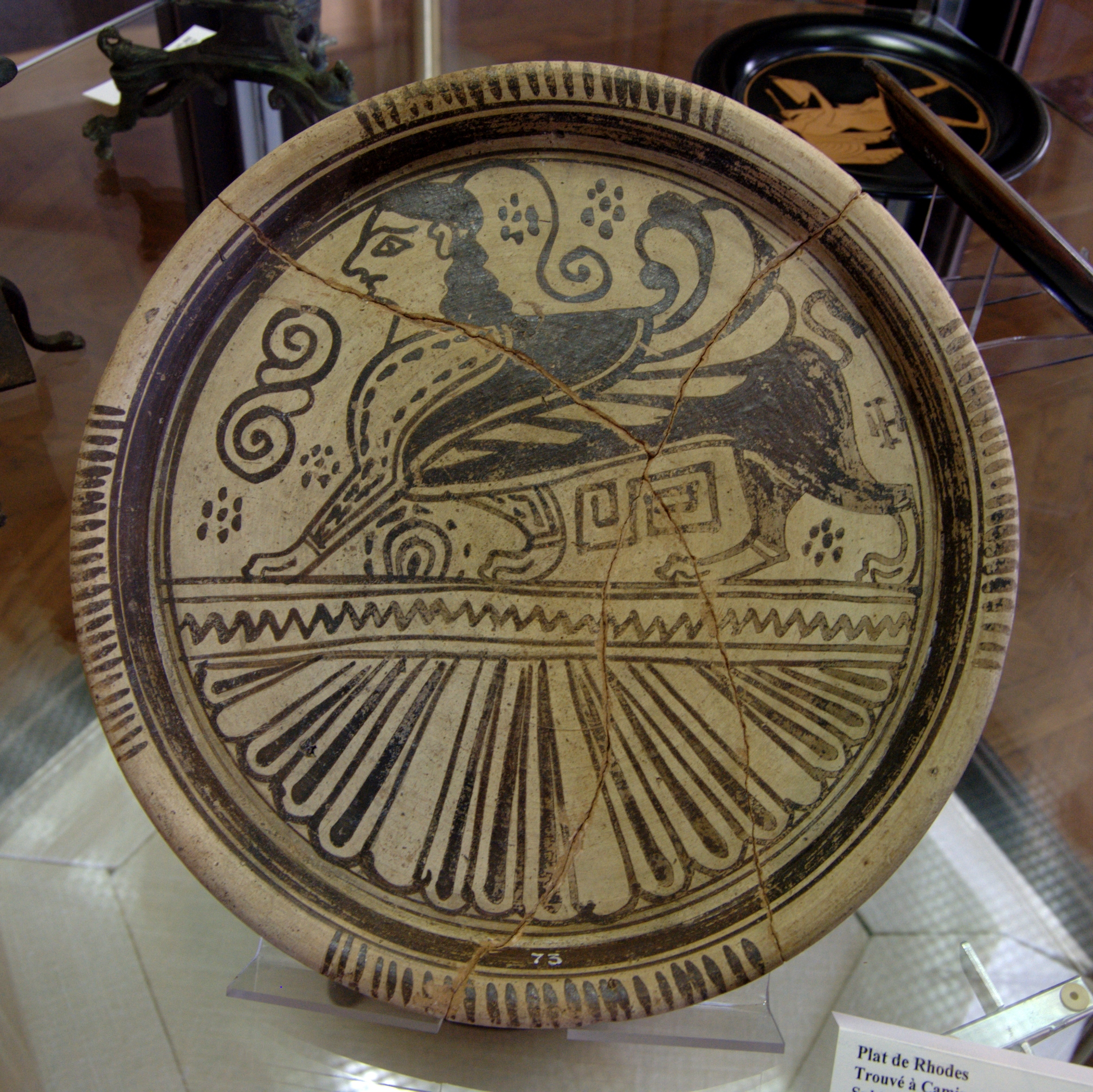
Rhodischer Teller, Ende des 7. Jahrhunderts. v. Chr.

Die Rhodische Vasenmalerei war ein regionaler Stil der Griechischen Vasenmalerei.
Die Rhodische Vasenmalerei (benannt nach der Insel Rhodos) gehört zur Ostgriechischen Vasenmalerei. Besonders bekannt ist sie für ihre sogenannten Rhodischen Teller. Sie werden in polychromer Technik hergestellt, manche Details werden wie bei der Schwarzfigurigen Vasenmalerei geritzt. Um 560 bis 530 v. Chr. herrschen an ägyptischen Vorbildern orientierte Situlen vor. Sie zeigen sowohl griechische Themen, beispielsweise Typhoeus, als auch altägyptische Bilder wie Ägyptische Hieroglyphen und ägyptische Sportarten.